# Augustinas Voldemaras
Augustinas Voldemaras (ur. 16 kwietnia 1883 w Dziśnie, zm. 16 maja 1942 w więzieniu w Moskwie) – litewski historyk i nacjonalistyczny działacz polityczny, dwukrotny premier Litwy w okresie międzywojennym.

## Życiorys
Do 1910 roku studiował historię i filozofię na uniwersytecie państwowym w Petersburgu. Dalsze studia przyniosły mu tytuł doktora filozofii. W tym czasie znalazł się pod wpływem odradzającej się wśród Litwinów narodowej dumy i nacjonalizmu. Należał do jednej z wielu studenckich grup, domagających się niezależności dla swojego kraju. We wrześniu 1917 roku uczestniczył w Kijowie w Kongresie Niesuwerennych Narodów.
Następnie został członkiem Litewskiej Rady Państwowej, tzw. Taryby, która 16 lutego 1918 roku proklamowała niepodległość Litwy (pod okupacją niemiecką). 6 listopada został mianowany, a 11 listopada zaprzysiężony na pierwszego premiera rządu litewskiego; pełnił tę funkcję do grudnia. Do 1920 roku zajmował stanowisko ministra spraw zagranicznych. W 1924 roku został jednym z przywódców narodowej partii Tautininkai. W 1926 roku część wojskowych niezadowolonych z polityki prowadzonej przez prezydenta Kazysa Griniusa postanowiła przeprowadzić zamach stanu, występując o poparcie do Voldemarasa i Antanasa Smetony. W rezultacie 17 grudnia dotychczasowe władze zostały usunięte; prezydentem został Smetona, a premierem Voldemaras. Jednakże z biegiem czasu stosunki między nimi ulegały pogorszeniu. Augustinas Voldemaras od 1927 roku stał na czele ekstremistycznej organizacji paramilitarnej, Geležinis Vilkas, której honorowym przewodniczącym był Smetona. Członkowie organizacji, rekrutującej się głównie spośród młodych oficerów litewskiej armii, zafascynowanych w dużej mierze ideałami faszyzmu, atakowali prezydenta za prowadzenie zbyt umiarkowanej polityki. W rezultacie w 1930 roku została ona zdelegalizowana, prowadząc dalszą działalność w podziemiu.
W 1929 roku Voldemaras przeżył zamach na siebie w Kownie, a następnie został usunięty z rządu. W 1934 roku bezskutecznie próbował na czele członków Żelaznego Wilka przeprowadzić zamach stanu. W rezultacie został aresztowany i osadzony na 4 lata w więzieniu. W tym czasie napisał historyczną pracę o Jezusie, która została zakazana na Litwie z powodu kontrowersyjnej treści. W 1938 roku wyszedł na wolność, ale został zmuszony do udania się na emigrację. Kilkakrotnie próbował powrócić do kraju, ale za każdym razem był odsyłany do miejsca wygnania. W czerwcu 1940 roku, kilka dni po zajęciu Litwy przez Armię Czerwoną, ponownie podjął próbę przedostania się do ojczyzny. Został jednak aresztowany na granicy przez NKWD i zesłany do Ordżonikidze (Osetia Północna) w głąb ZSRR. Zmarł w moskiewskim więzieniu Butyrki 16 maja 1942.
A. Voldemaras był ojcem chrzestnym prezydenta Litwy Valdasa Adamkusa.
W 1928 został odznaczony cywilną wersją Orderu Krzyża Pogoni I klasy.